# تئاتر موزیکال

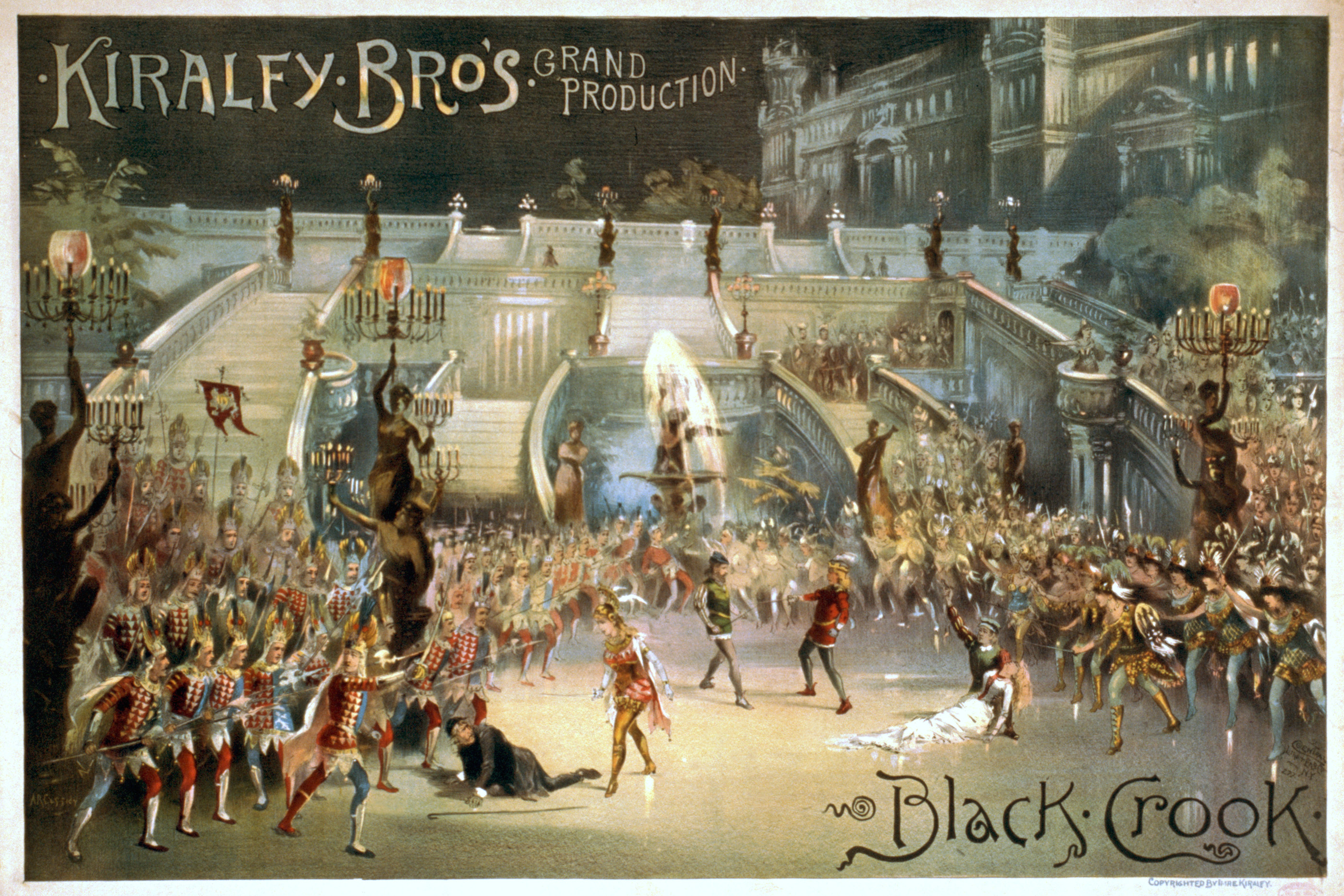
تئاتری در سال ۱۸۶۶ که به گفته برخی اولین تئاتر موزیکال می‌باشد.

تئاتر موزیکال گونه‌ای از تئاتر است که ترکیبی از موسیقی، دیالوگ و رقص می‌باشد. محتوای اساسی این گونه تئاتر می‌تواند دربارهٔ مسائل طنز، عشق و نفرت باشد. همچنین خود داستان نیز می‌تواند از طریق ادای کلمات، موسیقی و حرکت دارای جنبه‌های سرگرمی باشد. امکان دارد تئاتر موزیکال و اپرا از دیدگاه برخی یکسان باشد و این بدین دلیل باشد که اهمیت یکسانی به موسیقی در برابر گفتگو بر اساس دیالوگ می‌دهند.